# Алибек Турлов
Алибек (авар. ) (ум. до 1665 года) — был четвёртым сыном и наследником Турарава I, правителя Гумбета.
Алибек Турлов с несколькими своими узденями отправился на охоту и нашёл поляну Чачан-тала. Посоветовавшись с братьями, он вскоре переселился на эту поляну, но у него случилась стычка с казаками из Ораз-кала, которая располагалась на той же поляне. Алибек с несколькими ранеными подданными спасся бегством и поехал в Эндирей. В то время селение Бораган располагалось рядом с Эндиреем. Совместно с брагунским беком, Алибек написал прошение на имя Царя, с просьбой принять их в подданство и наделить землёй. После того Его величество падишах, оказав милость, отдал Алибеку ту поляну, назначил ему жалование в триста рублей, взял аманата. После передачи, Ораз-кала перенесли на берег Терека. После этого Алибек пошёл туда и поселился там. С той поры с его потомков брали аманатов…».
Алибек и его братья упоминаются в документе от 1658 года: «Из горские де земли били челом великому государю на ево государево имя три брата Загастунка, да Алибечко, да Алханко, да племянник их Кучбарка: аманаты де их взяты на Терек, а ныне де они живут великого государя на земле на Чачане. И о той земле били челом они великому государю, чтоб тое землю ево государевы люди у них не отнимали и не обижали и рыбу б им всякую ловить. И как и иные черкасы и казаки великому государю служат, так бы им государеву службу служить. И великий государь пожаловал, велел им дать свою государеву грамоту, чтоб их нихто не изобижал, и рыба им ловить».
Алибек Турлов, упоминается в источниках - как живой - под 1658 годом, а возможно, и под 1661 годом, но к 1665 году его уже не было в живых.
Следующим правителем в Чеченауле, который стоял и стоит на территории Чеченской равнины (Чачан-тала), в пределах Чечни, упоминается в 1674 году Загаштук, брат Алибека.
У Алибека Турлова были следующие сыновья: Бартихан(Бардыхан), Айдемир, Шавкал(Шамхал), Султан-Ахмат, Уцмий(Мамадуцман) и Магмед (Махьмуд).